# Composition nutritionnelle des sucres et dérivés
 (février 2024).
Si vous disposez d'ouvrages ou d'articles de référence ou si vous connaissez des sites web de qualité traitant du thème abordé ici, merci de compléter l'article en donnant les références utiles à sa vérifiabilité et en les liant à la section « Notes et références ».
 (août 2025).
Motif : l'utilisateur qui a apposé ce bandeau n'a pas précisé le motif de la pose.
- Archive Wikiwix
- Bing
- Cairn
- DuckDuckGo
- E. Universalis
- Gallica
- Google
- G. Books
- G. News
- G. Scholar
- Persée
- Qwant
- (zh) Baidu
- (ru) Yandex
- (wd) trouver des œuvres sur Wikidata

| 1. | Préciser le motif de la pose du bandeau. | Précisez le motif de la pose du bandeau en utilisant la syntaxe suivante : {{admissibilité à vérifier\|date=août 2025\|motif=remplacez ce texte par le motif}}                                                        |
| 2. | Informer les utilisateurs concernés.     | Pensez à avertir le créateur de l'article, par exemple, en insérant le code ci-dessous sur sa page de discussion : {{subst:avertissement admissibilité à vérifier\|Composition nutritionnelle des sucres et dérivés}} |

- Les valeurs sont données pour 100 grammes de denrées comestibles de l'aliment.
- Base de calcul de la valeur calorique pour 1 gramme (1 kcal = 4,18 kJ) : 
  - Glucides : 4 kcal ou 17 kJ
  - Protéines : 4 kcal ou 17 kJ
  - Lipides, 9 kcal ou 38 kJ

| Aliments                | Énergie (kcal) | Énergie (kJ) | Glucides (g) | Protides (g) | Lipides (g) | Fer (mg) | Magnésium (mg) | Calcium (mg) |
| ----------------------- | -------------- | ------------ | ------------ | ------------ | ----------- | -------- | -------------- | ------------ |
| Confiture               | 280            | 1170         | 70,0         | 0,5          | 0,1         | 0,5      | 14             | 8            |
| Gelée de fruits         | 260            | 1087         | 65,0         | 0,2          | 0,1         | -        | -              | -            |
| Mélasse                 | 249            | 1041         | 60,0         | 2,0          | 0,0         | -        | -              | -            |
| Bonbons                 | 378            | 1580         | 94,0         | 0,8          | 0,1         | -        | -              | -            |
| Bonbons au chocolat     | 309            | 1292         | 66,4         | 7,2          | 1,6         | -        | -              | -            |
| Cacao poudre non sucré  | 331            | 1382         | 11,6         | 19,3         | 23,0        | 12,5     | 660            | 130          |
| Cacao en poudre sucré   | 484            | 2023         | 44,0         | 16,8         | 23,7        | 12       | 500            | 100          |
| Caramel                 | 445            | 1860         | 75,0         | 2,5          | 15,0        | -        | -              | -            |
| Chocolat au lait        | 557            | 2328         | 55,6         | 7,6          | 33,7        | 2,3      | 86             | 214          |
| Chocolat blanc          | 565            | 2362         | 57,6         | 9,2          | 33,1        | -        | -              | -            |
| Chocolat fondant        | 544            | 2274         | 62,1         | 2,0          | 31,9        | -        | -              | -            |
| Compote pommes conserve | 78             | 326          | 19,0         | 0,2          | -           | 0,3      | 10             | 4            |
| Massepain               | 487            | 2036         | 57,4         | 8,0          | 25,0        | -        | -              | -            |
| Miel                    | 300            | 1254         | 75,0         | 0,5          | 0,2         | 1,3      | 5,5            | 5            |
| Praliné                 | 460            | 1923         | 73,3         | 4,1          | 18,8        | -        | -              | -            |
| Sucre raffiné           | 384            | 1605         | 96,0         | -            | -           | -        | -              | -            |
| Sorbet                  | 134            | 560          | 30,8         | 0,9          | 1,2         | -        | -              | -            |